# Guennadi Ianaïev
Guennadi Ivanovitch Ianaïev (en russe : Геннадий Иванович Янаев), né le 26 août 1937 à Perevoz, dans l'oblast de Nijni Novgorod, et mort le 24 septembre 2010 à Moscou, est un homme politique russe.

## Biographie

### Ascension au sein de l'appareil soviétique
De 1963 à 1968, Guennadi Ianaïev travaille dans les Komsomols, l'organisation de jeunesse du Parti communiste de l'Union soviétique. Il est en 1968-1980 président du comité soviétique pour les organisations de jeunesse. De 1986 à 1990, il fait partie, comme secrétaire du bureau central, de l'Union générale des syndicats (jusqu'à 1989), puis comme vice-président et enfin président.
C'est Mikhaïl Gorbatchev qui favorise son ascension dans le cercle du pouvoir ; en 1995, il reconnaît : « Ce fut ma grande faute. » Ainsi Ianaïev devient en 1990 (jusqu'à 1991) secrétaire du comité central et, en même temps, membre à part entière du bureau politique du PCUS, le plus puissant organe politique de l'URSS et précisément du 14 juillet 1990 au 24 août 1991. De 1990 à août 1991, il est aussi vice-président de l'Union soviétique et c'est lui qui représente Gorbatchev au Conseil d'État.

### Le putsch d'août 1991
Il devient célèbre, en août 1991, pour sa participation au putsch contre Gorbatchev avec la complicité du ministre de la Défense, le maréchal Dmitri Iazov, du ministre de l'Intérieur, Boris Pougo, du premier ministre Valentin Pavlov, du chef du KGB Vladimir Krioutchkov, les secrétaires du Comité central Valeri Boldine, Oleg Chenine, Oleg Baklanov (en) et Anatoli Loukianov (qui était en même temps président du Soviet suprême de l'URSS). 
Le 19 août 1991, l'agence de presse soviétique TASS annonce qu'en raison d'une maladie (imaginaire) de Mikhaïl Gorbatchev, Ianaïev prend en charge ses fonctions de président de l'Union des républiques socialistes soviétiques. En fait, il l'a fait enlever et envoyer à Foros en Crimée en résidence surveillée. Il annonce alors la mise en place de l'état d'urgence et la création d'un comité national d'urgence présidé par lui-même. 
Dans une lettre adressée au président français, François Mitterrand, il déclare : « Les réformes se poursuivront et nous respecterons la démocratie et la glasnost. Nous voulons construire une économie privée, et continuer la politique de droits civils et de libertés. Dans le domaine de la politique internationale nous respecterons tous nos accords et tous nos engagements ». 
Trois jours plus tard, le putsch est terminé et c'est Boris Eltsine qui apparaît comme l'âme de la résistance. Ce coup d'État manqué a pour résultat l'affaiblissement du pouvoir de Gorbatchev, la dissolution du PCUS et, à la fin de 1991, c'est l'URSS elle-même qui disparaît. Ianaïev et ses complices dans le putsch sont condamnés à des peines de prison, mais dès 1993, il est remis en liberté pour raison de santé et, en 1994, amnistié par la Douma.

### Carrière ultérieure
À la suite de son amnistie, il devient responsable du département d'histoire et de relation internationale de l'Académie internationale de tourisme russe. Le 20 septembre 2010, il est hospitalisé au centre clinique de Moscou où il lui est diagnostiqué un cancer des poumons. Il meurt quatre jours plus tard.
On lui attribue cette phrase : « Je suis un communiste convaincu jusqu'au plus profond de mon âme. »

### Décorations et récompenses
- Ordre du Drapeau rouge du Travail, deux fois.
- Ordre de l'Insigne d'honneur, deux fois.